# Ackling Dyke
Ackling Dyke è un tratto di strada romana in Inghilterra lungo circa 22 miglia (35 km) che attraversa la località di Old Sarum (Sorviodunum) e termina con il forte di Badbury Rings (Vindocladia). La parte della strada nella zona di Oakley Down è stata classificata come sito archeologico.

## Descrizione
Gran parte della strada consiste in un terrapieno eccezionalmente grande (aggere) e molto più largo della maggior parte delle strade romane. Raggiunge, infatti, i 15 m di larghezza e 1,8  di altezza. Tutto ciò era visibile a grande distanza e probabilmente l'obiettivo era proprio quello di impressionare la popolazione nativa, poiché non era necessario dal punto di vista ingegneristico. Permetteva anche ai soldati di passare attraverso il territorio di Cranborne Chase in modo molto più rapido. 
Inoltre, in alcuni punti la strada attraversa direttamente terrapieni e tumuli preistorici, mostrando l'atteggiamento dei Romani nei confronti della struttura sociale britannica del tempo e dimostrando ai primi studiosi dell'antichità che i tumuli erano esistenti prima del periodo romano. Prima di venire ricoperto da un'autostrada, ossia la A354, il sentiero di Ackling Dyke incrocia quello Bokerley Dyke e quello di Grim's Ditch, che segnano il confine tra le due contee di Dorset e Hampshire.Lungo il percorso è stata identificata anche una serie di siti di torri di avvistamento.
Una volta lasciati i sobborghi di Salisbury, il sentiero continua per un tratto caratterizzato da sola campagna e non si avvicina ad alcun insediamento. Ad eccezione di un tratto di 1 miglio (1,6 km) della strada principale di Salisbury-Blandford Forum che segue la sua stessa traiettoria, si può percorrere il tratto principalmente attraverso sentieri e percorsi minori.
Nella zona di Old Sarum, la strada si collegava con la strada di Port Way che portava al villaggio di Silchester (Calleva Atrebatum) e a Londra; inoltre, da Badbury Rings la strada principale permetteva di raggiungere il porto di Hamworthy (Moriconium) e la città di Dorchester (Durnovaria).
Una parte della strada è stata inclusa nel Heritage at Risk Register a causa dei potenziali danni che potrebbero derivare dall'aratura dei seminativi.